# Śluza powietrzna Quest

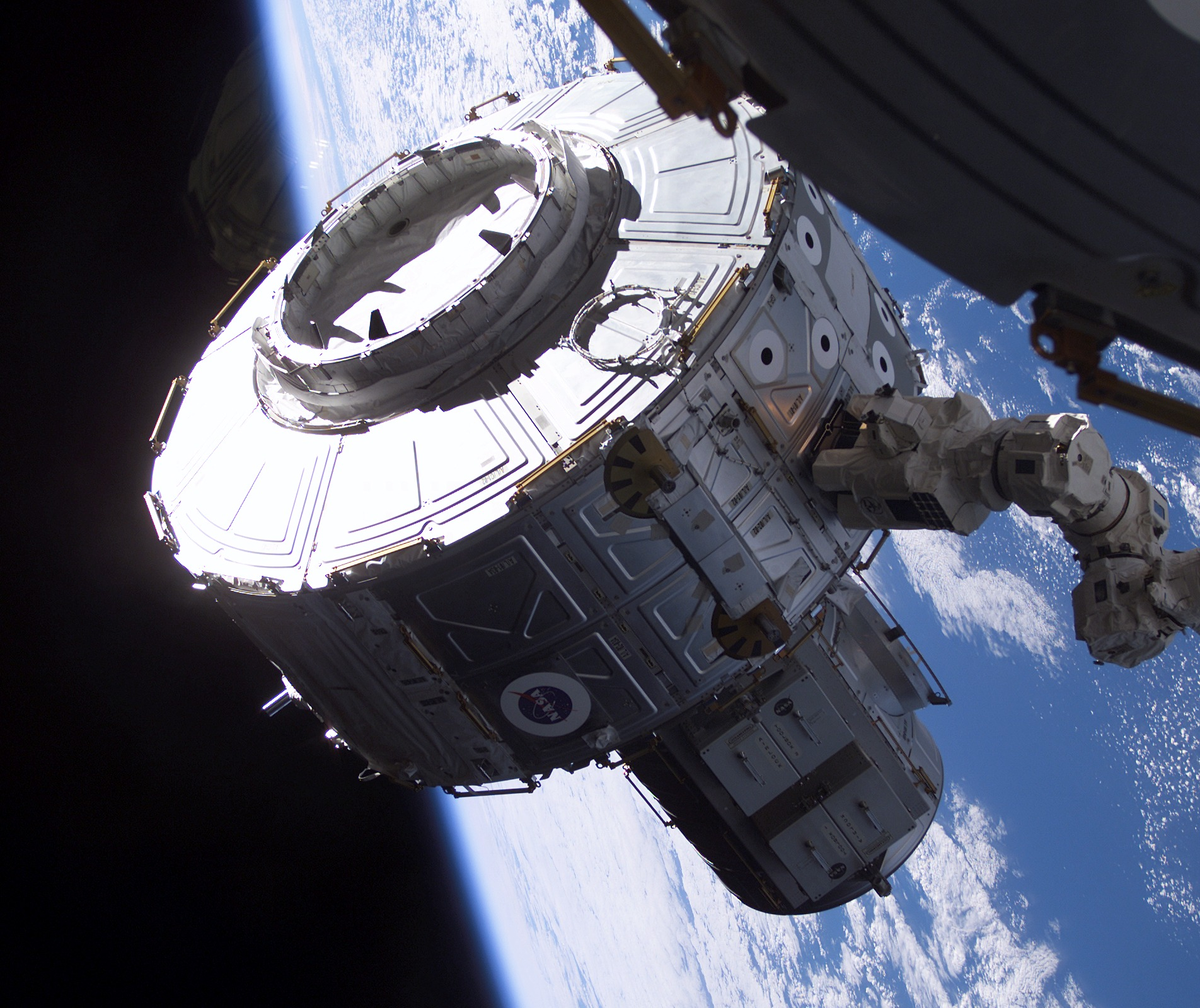
Quest na orbicie (NASA)

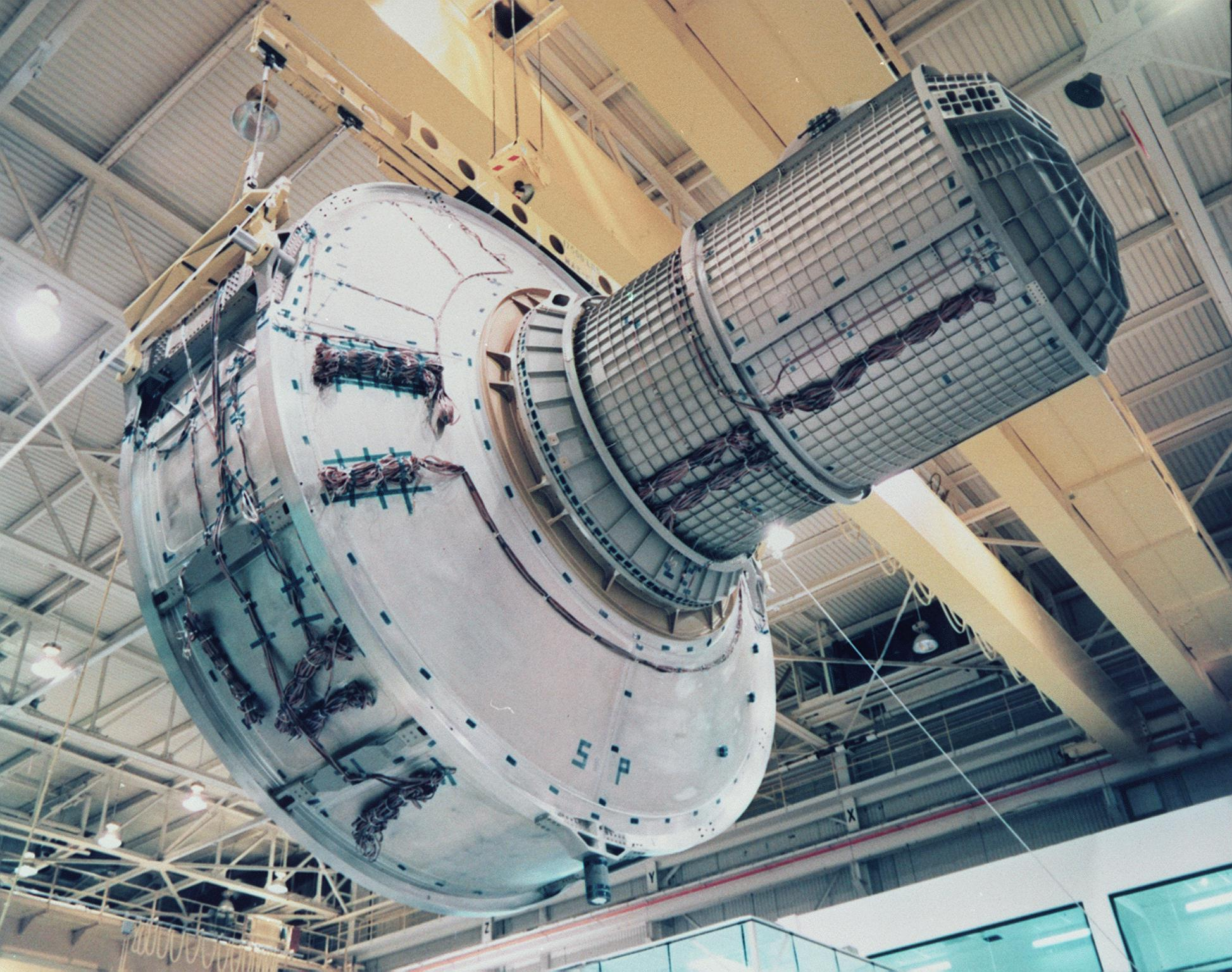
Quest w ośrodku Marshall Space Flight Center

"Quest" Joint Airlock and High Pressure Gas Tanks (JAHPGT) – amerykański komponent Międzynarodowej Stacji Kosmicznej. Został wyniesiony na orbitę 12 lipca 2001 na pokładzie wahadłowca Atlantis (misja STS-104).
Moduł ten to warta 164 miliony dolarów śluza powietrzna o długości 5,5 m, średnicy w najszerszym miejscu 4 m, masie 6064 kg i powierzchni użytkowej 34 m³, pozwalająca astronautom wychodzić w przestrzeń kosmiczną. Wykonana jest z aluminium, składa się z dwóch cylindrycznych, połączonych ze sobą komór. Pierwsza, w postaci pierścienia stanowi pomieszczenie składowania skafandrów ciśnieniowych EMU, druga w postaci rdzenia jest właściwą komorą, którą dehermetyzuje się przed rozpoczęciem spaceru kosmicznego. Komora ta posiada właz, przez który astronauci mogą wyjść i rozpocząć operacje na zewnątrz struktury stacji. Dzięki specjalnemu interfejsowi, śluza umożliwia wychodzenie w przestrzeń kosmiczną zarówno w amerykańskich (EMU) jak i rosyjskich (Orłan) kombinezonach. Konstrukcja śluzy przewiduje minimalną utratę powietrza podczas otwierania jej włazu zewnętrznego. Do komory pierścieniowej zainstalowane są cztery zbiorniki (ang. High Pressure Gas Tanks), z których dwa zawierają tlen i dwa azot. Trzy z tych zbiorników zainstalowane są w dolnej części śluzy, jeden w górnej. Średnica każdego ze zbiorników wynosi dokładnie 90 cm, pojemność 42 m³, masa 545,4 kg. Zbiorniki te przechowują gazy wytwarzające w komorach śluzy sztuczną atmosferę, ponadto mają za zadanie wspomagać cyrkulację powietrza w całej stacji. Dodatkowo, w ten sposób powstałym powietrzem napełniane są przed każdym spacerem kosmicznym zbiorniki w plecakach skafandrów. HPGT uzupełniane są kolejnym zapasem tlenu i azotu zawsze pod koniec misji wahadłowca. Tłoczenie składników powietrza następuje poprzez system przewodów atmosferycznych, łączących się z układami kontroli powietrza na wahadłowcu. Przewody te znajdują się w każdym z modułów stacji, wliczając w to także PMA (ang. Pressurized Mating Adapter). Każdy ze zbiorników posiada specjalną osłonę przeciw mikrometeorytom.
Quest zamontowana została przy jednym z horyzontalnych węzłów modułu Unity w ramach misji montażowej 7 A. Do śluzy dołączona jest paleta ESP2 dostarczona przez prom Discovery podczas misji STS-114.

## Dane techniczne
- Materiał: aluminium
- Długość: 5,5 m
- Średnica: 4 m
- masa: 6064 kg
- Powierzchnia użytkowa: 34 m³
- Koszt: 164 mln $ (ze zbiornikami)